# Toussaint Plocq
Toussaint Plocq est un homme politique français né le 2 janvier 1793 à Soissons (Aisne) et mort le 18 octobre 1870 à Vauxbuin (Aisne).

## Biographie
Avocat puis avoué à Soissons, il est adjoint au maire de Soissons de 1830 à 1847. Sous-commissaire du gouvernement en février 1848, il est député de l'Aisne de 1848 à 1849.

## Sources
- « Toussaint Plocq », dans Adolphe Robert et Gaston Cougny, Dictionnaire des parlementaires français, Edgar Bourloton, 1889-1891 [détail de l’édition]